# Biassono
Biassono (pronuncia /bjasˈsɔno/, Biasòn in dialetto brianzolo) è un comune italiano di 12 371 abitanti della provincia di Monza e della Brianza in Lombardia.
All'interno del territorio comunale, che fa parte del Parco Regionale della Valle del Lambro, scorre il fiume Lambro.
Il paese si contraddistingue positivamente per la bassa densità abitativa, avendo mantenuto una grande quantità di case basse, villette a due piani, contro le rare palazzine esistenti. Il centro storico è formato dalla piazza ospitante Villa Verri, con i suoi giardini e la Torre.

## Storia
Le prime antiche testimonianze a Biassono sono riferibili al X secolo a.C.; si tratta di una necropoli attribuibile alla Cultura del Protogolasecca della tarda età del Bronzo sita in località Brughiera dei morti. Reperti celtici, databili al I secolo d.C. sono stati poi rinvenuti durante gli scavi a Cascina Marianna.
Altri scavi effettuati dal 1890 ai nostri giorni testimoniano l'antichità del nucleo abitativo. Si ricorda il ritrovamento di una cisterna, proveniente da una villa di epoca romana della zona, e una conduttura idraulica di pregevole costruzione in località Sant'Andrea. Una necropoli tardo-celtica, a poche decine di metri dal Parco, è stata rinvenuta nel marzo dello stesso anno.
Molti ritrovamenti di epoca romana e non solo sono custoditi presso il Museo Civico "Carlo Verri" nella cascina Cossa, adiacente alla Villa Verri, quest'ultima anche sede municipale, e altrettanti si trovano presso il Castello Sforzesco di Milano, segno del legame storico del territorio con la città di Milano.
Certo è che, in epoca romana, tutto il territorio di Biassono fosse già abitato.
La presenza di ville e di proprietà di nobili famiglie lombarde (Crivelli, Verri, e altre) e di impianti rurali (Cascina S. Andrea) provano la vitalità e l'importanza del paese in epoca medioevale.
Nel IX secolo il luogo diede natale ad Ansperto Confalonieri, vescovo di Milano.
Dalla fine del XVII a tutto il XVIII secolo, la storia di Biassono segue le fortune e le vicende della famiglia Verri. La Villa Verri, o Palazzo Verri, è oggi sede comunale e museale; nei giardini è visibile un'antica ghiacciaia.
Nel Settecento il comune si delineava ancora entro i confini attuali, essendogli ancora aggregata tutta la parte settentrionale del parco di Monza, ma con il periodo napoleonico avvengono numerosi mutamenti urbanistici che portarono gradualmente alla configurazione attuale e moderna del paese.
Sono dei primi anni del Novecento alcune costruzioni di buona qualità architettonica come l'Asilo Segramora e le scuole elementari di Piazza Italia, con la Torre dell'Acquedotto, in stile neogotico, che è anche considerata il simbolo del paese lombardo; nello stesso periodo la chiesa parrocchiale di San Martino Vescovo fu interessata da un intervento di rifacimento. 

La Chiesa nella frazione di San Giorgio al Lambro

### Simboli
Lo stemma del comune di Biassono è stato concesso con regio decreto del 6 dicembre 1928, riprendendo quasi integralmente il blasone della famiglia dei marchesi Crevenna (d'argento, al ramo di fava di verde, posto in palo, attraversato da una torre torricellata di due pezzi di rosso), che dal 1676, anno di smembramento del territorio dalla pieve di Desio, fino all'abolizione della feudalità, sono stati la famiglia feudataria di questa terra.
Lo stemma civico si differenzia da quello dei Crevenna per due elementi: la presenza della partizione araldica dell'incappato e l'inserimento della lettera "B" maiuscola, iniziale del nome del comune.
Il gonfalone, concesso con D.P.R. del 30 giugno 1971 è un drappo troncato di bianco e di rosso.

## Monumenti e luoghi di interesse

### Il Regio Parco
Il Regio Parco, noto comunemente come Parco di Monza, fu costruito su terreni sottratti ai Comuni di Vedano, Biassono e Villasanta, già chiamata Villa San Fiorano, e annesso al territorio di Monza nel 1928. Dice il Decreto: Su proposta del Capo del Governo... le parti di territorio dei Comuni di Biassono, Vedano al Lambro e Villa San Fiorano compreso entro la cinta del Parco Reale… sono aggregati al Comune di Monza allo scopo di unificare la giurisdizione territoriale del Regio Parco.

### Autodromo Nazionale
Dopo la costruzione dell'Autodromo Nazionale d'Italia nel 1922 all'interno del Parco, nel Comune è stata costruita l'entrata di Santa Maria alle Selve. In conseguenza di ciò, Biassono è uno dei comuni con più alto traffico da e per l'impianto, soprattutto in occasione dell'annuale Gran Premio d'Italia di Formula 1.
A Biassono è stata dedicata la Curva Grande (nota anche come Curvone), ora ufficialmente Curva Biassono.

### Il Parco Regionale della Valle del Lambro
Il comune di Biassono, insieme ai comuni brianzoli di Briosco, Triuggio, Carate Brianza, Macherio, Sovico e Vedano al Lambro, fa parte del Parco Regionale della Valle del Lambro. L'associazione ha sede nel comune di Triuggio. Quest'area di 6.450. ettari include i principali parchi della zona e anche i laghi di Alserio e Pusiano.

## Citazioni
(Detto brianzolo)

## Società

### Evoluzione demografica
- 803 nel 1751
- 1 223 nel 1771
- 1 055 nel 1805
- 1 948 dopo annessione di Macherio nel 1809
- 1 847 nel 1853

Abitanti censiti

### Etnie e minoranze straniere
Secondo i dati ISTAT al 31 dicembre 2010 la popolazione straniera residente era di 589 persone, pari al 5,01% di tutti i residenti. Le nazionalità maggiormente rappresentate in base alla loro percentuale sul totale della popolazione residente erano:
1. Marocco 89
2. Albania 85
3. Romania 76
4. Perù 51
5. Ucraina 34

## Cultura

### Musei
- Museo Civico "Carlo Verri", presso il Palazzo dei Verri, oggi anche sede municipale.

### Biblioteche
La Biblioteca Civica di Biassono fa parte del Sistema Bibliotecario BrianzaBiblioteche.

## Economia
Nel territorio comunale ha sede l'industria alimentare Rovagnati.

## Infrastrutture e trasporti

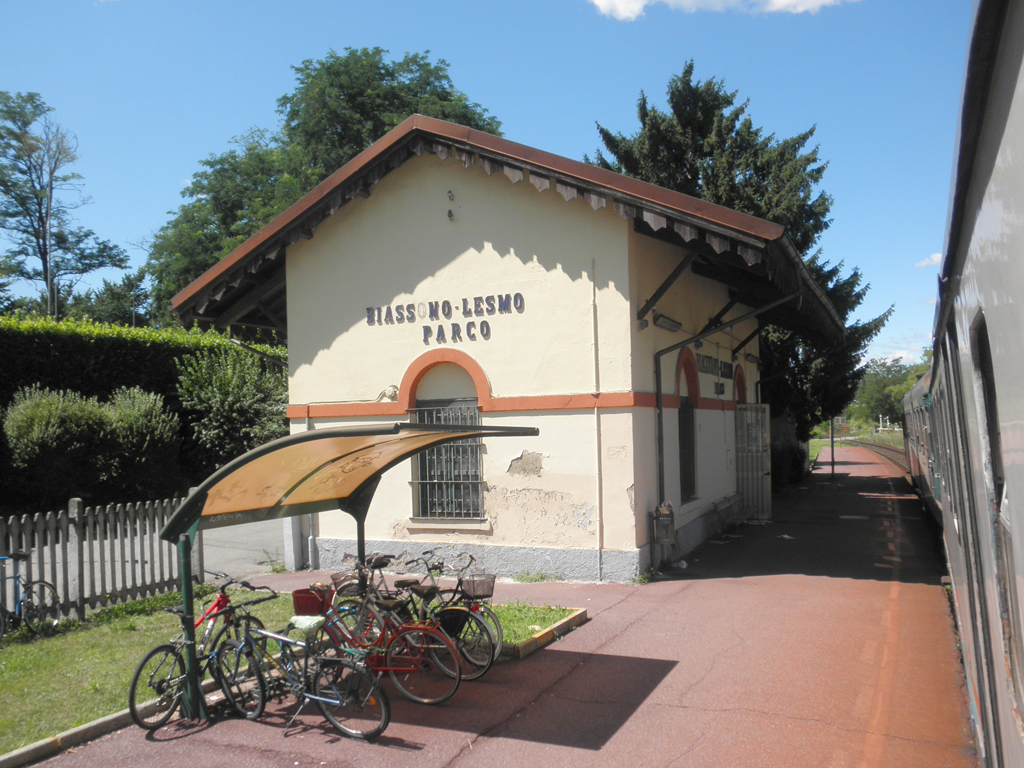
La stazione ferroviaria di Biassono

Il comune di Biassono è servito dalla linea ferroviaria Monza-Molteno-Lecco: la stazione di Biassono-Lesmo Parco si trova in via Stazione, nella zona est del paese, in direzione di San Giorgio, adiacente al fiume Lambro e all'entrata dell'Autodromo. Parte del fabbricato viaggiatori è utilizzata dall'Associazione Fiera di San Martino, che, oltre a curare la manutenzione dell'impianto, si occupa di divulgare la realtà agricola e la tradizione rurale di Biassono.
Fra il 1890 e il 1960 la località ospitò una fermata posta lungo la tranvia Monza-Carate.

## Amministrazione

### Gemellaggi
- Minusio, dal 8 maggio 2010 [11]

## Sport

### Ciclismo
Per quanto concerne il ciclismo, a Biassono si svolge ogni anno la Coppa d'Inverno, classica nazionale per ciclisti della categoria dilettanti Elite e Under-23. La prima edizione della corsa, organizzata dallo Sport Club Milano, risale al 1908; nel 1945 lo S.C. Milano passò il testimone all'Unione Sportiva Biassono, e il traguardo venne spostato da Milano a Biassono. Dal 2008 l'organizzazione è affidata alla nuova Unione Sportiva Coppa d'Inverno. Rientrano nell'albo d'oro della corsa i nomi di dilettanti poi affermatisi nel professionismo come Marino Vigna, Giuseppe Martinelli, Gianni Bugno, Fabrizio Bontempi, Gian Matteo Fagnini, Luca Paolini e Jaroslav Popovyč.

### Altri sport
Sul territorio è presente dal 1951 la società AICS Atletica Biassono, fondata da Giuseppe Rovelli. Le due squadre del territorio sono l'A.C.D. Biassono 1950 militante in Promozione e la A.S.D LeoTeam Biassono (così chiamata in onore di un suo atleta deceduto prematuramente) militante in seconda categoria. La società di pallacanestro cittadina è l’Associazione Dilettantistica Basket Biassono, fondata nel 1974, disputante il campionato di Serie D regionale.
Al palazzetto dello sport, il PalaRovagnati, disputa le gare interne la società sportiva di hockey su pista dell'HRC Monza, che milita in serie A1.